# Weekends (filme de 2018)
Weekends é um filme de animação americano de 2018 criado e dirigido por Trevor Jimenez, animador da Pixar. O filme remonta as próprias experiências da infância de Jimenez e o processo de separação dos seus pais, que regularmente passava a semana com sua mãe em Hamilton, em Ontário, e nos fins de semana com o pai, em Toronto. Como reconhecimento, recebeu nomeação para o Óscar 2019 na categoria de Melhor Animação em Curta-metragem.